# Petur Hliddal
Petur Hliddal, né en 1945, est un ingénieur du son américain. Il a été nommé pour deux Oscar dans la catégorie Best Sound. Il a travaillé sur plus de 80 films depuis 1972.

## Filmographie partielle
- 1995 : Batman Forever[1]
- 2004 : Aviator[2]